# مركز حدود المدورة
مركز حدود المدورة هو واحد من ثلاثة معابر حدودية للأردن مع السعودية. تم افتتاحه رسميا من قبل الأردن عام 1979م. يقع في بلدة المدورة في محافظة معان ويقابله في الجانب السعودي منفذ حدود «مركز حالة عمار» التابع لمنطقة تبوك.

## تاريخ
كانت المديرية قبل عام 1979 تسمى جوازات المدورة ومقرها مركز شرطة بادية المدورة الحالي وتقع على بعد 15 كم باتجاه الشمال من مركز الحدود الحالي. في عام 1979 نُقلت المديرية من المركز القديم إلى المركز الحالي وأطلق عليها اسم فرع حدود المدورة بمساحة 150 دونم.
في عام 1985 تم تعديل التسمية في الجانب الأردني لتصبح مديرية حدود المدورة.

## وصلات خارجية
- خريطة لموقع المعبر على Google maps